# Пресечина
Пресечина је насељено место града Лесковца у Јабланичком округу. Према попису из 2022. било је 379 становника.

## Положај и тип села
Пресечина се налази на око девет километара јужно од Лесковца. Од јужне периферије Великог Трњана једва да је удаљена око 500 метара, па изгледа да ова два суседна насеља једно село. Као и претходна села, Пресечина лежи једним делом на најнижој тераси Рударске чуке, а другим, већим делом у алувијалној равни Ветернице. И ово је село са западне стране опасано Баром која се кроз пресечинско поље провлачи змијолико.
Село је збијеног типа. Удаљено је од главног пута кроз Поречје за око 300 метара и са њим спојено са два сеоска пута: један улази у село између домова Вучка Ристића и Станка Јеличкиног, а други поред зграда и поседа Земљорадничке задруге у Пресечини. Ова два пута се у источном делу села спајају и заједно чине слово П, повезујући тако са главним путем све домове села.

## Назив села
У давно време, становници Поречја, у жељи да из Поречја пређу у Тулoвску реку и Мораву, открили су на месту садашњег села Пресечине усек кроз Рударску чуку, кроз који се лако може пролазити, па су се у том циљу служили овом пресечином. И на месту где је пут из равнице улазио међу брежуљке неко се настанио и тако створио ембрион будућег села које је названо по овом топониму - Пресечина.
Овај пресек, ова пресечина, у Рударској чуки се лепо уочава када се баци поглед на сплет рударских брежуљака са више тачке, на пример са Црквеног чукара изнад Чукљеника. Ова пресечина је, на око 500 метара источно од села, преграђена браном и тако је створено вештачко језеро тзв. Пресечинско језеро.

## Земља
Атар села Пресечине граничи се са атарима села Зољева и Загужана и са запада атаром села Паликуће; на северу се налази атар села Великог Трњана, а на југу атар села Шаиновца. На источној страни атара су брежуљци Рударске чуке благо заобљени, без дубоких удолина и стрмих падина, са блаrим долинама. На западу атар села чини алувијална раван на десној обали Ветернице. На истоку јављају се забрани и виногради, затим пашњаци, сада претворени у плантажни воћњак, али има и њива, јер је ово земљиште прекривено дебелим слојем хумуса. На западу, у алувијалној равни, су њиве, баште и ливаде.
Поједини локалитети у атару овог села носе ове називе: Долинар (у источном брежуљкастом делу атара), Липарска долина, Горунска долина, Кукино трње, Крушљар, Лимчиште, Кале, затим Врбљанке, Папрат, Доње поље, Горње поље, Големи друм, Мали друм, Ограђа, Пашиница, У ливаде, Селиште, Ливачики, Отаве, Пред јаругу, Пашина арница, Павлово Браниште, Средње било, Јазбине и Шаиновачко. Последњих пет локалитета су под храстовoм шумом.

## Воде
Текућу воду чини Бара, која тече поред западне ивице села, а 3емљорадничка задруга у Великом Трњану је у долини изнад Пресечине, подизањем бране зајазила слабу текућу воду која извире из потеса Јазбине и Горунске долине и ојача у доба отапања снеrа или дугих киша и плаховитих пљускова. Тако је створено прво вештачко језеро у Поречју, чија вода служи за наводњавање разних пољопривредних култура и воћњака данас у поседу Пољопривредно - трговачког комбината „Поречје" у Вучју. Мало акумулационо језеро је порибљено шараном.
И у овом селу, као и у Поречју, изданске воде су веома блиске, па готово свака кућа има свој бунар из кога се подмирују све потребе људи и стоке.
Село Пресечина је подељено у две махале. Оне носе називе: Горња и Доња махала.

## Историја
Назив локалитета Горње селине између Пресечине и Великог Трњана и Старог села, изнад села Пресечине говоре да је на овом месту и непосредно око њега било насеље и пре него што се село Пресечина заселило.
Супротно од суседног Великог Трњана и удаљенијег Рудара, село Пресечина је под Турцима било господарско село и имало три господара пред крај турске власти. У горњој махали био је господар Турчин Мула Алија, који је живео у Лесковцу, а његов надзорник у селу био је неки Мук, турског или арбанашког порекла. Господар Доње махале био је Јоргаћ Костић –Тотин по народности Грк, хришћанске вере. Његов чардак се налазио у дворишту куће Вучка Ристића. У топономији села се налази локалитет Гумниште, испред куће Вучка Ристића, где је било гувно овог Јоргаћа. Tpeћи господар је био Арбанас из Пусте Реке, који је имао само једну кућу.
После ослобођења од Турака Пресечанчани из Доње махале плаћали cy накнаду за земље свога господара Јорrаћа која им је припала, а они из Горње махале нису ником ништа плаћали, јер се Турчин Мула Алија није ни појавио са својим захтевом за оштету.

## Демографија
У насељу Пресечина живи 356 пунолетних становника, а просечна старост становништва износи 41,8 година (41,1 код мушкараца и 42,6 код жена). У насељу има 102 домаћинства, а просечан број чланова по домаћинству је 4,39.
Ово насеље је великим делом насељено Србима (према попису из 2002. године).
|  |

| Демографија | Демографија | Демографија |
| Година      | Становника  | Становника  |
| ----------- | ----------- | ----------- |
| 1948.       | 381         |             |
| 1953.       | 411         |             |
| 1961.       | 417         |             |
| 1971.       | 445         |             |
| 1981.       | 424         |             |
| 1991.       | 478         | 472         |
| 2002.       | 448         | 461         |
| 2011.       | 364         |             |
| 2022.       | 379         |             |

| Етнички састав према попису из 2002.‍ | Етнички састав према попису из 2002.‍ | Етнички састав према попису из 2002.‍ | Етнички састав према попису из 2002.‍ | Етнички састав према попису из 2002.‍ |
| ------------------------------------ | ------------------------------------ | ------------------------------------ | ------------------------------------ | ------------------------------------ |
|                                      |                                      |                                      |                                      |                                      |
| Срби                                 | Срби                                 |                                      | 445                                  | 99,33%                               |
| Мађари                               | Мађари                               |                                      | 2                                    | 0,44%                                |
| Хрвати                               | Хрвати                               |                                      | 1                                    | 0,22%                                |
| непознато                            | непознато                            |                                      | 0                                    | 0,0%                                 |

| Година пописа     | 1948. | 1953. | 1961. | 1971. | 1981. | 1991. | 2002. |
| ----------------- | ----- | ----- | ----- | ----- | ----- | ----- | ----- |
| Број домаћинстава | 53    | 62    | 78    | 95    | 95    | 108   | 102   |

| Број чланова      | 1 | 2  | 3  | 4  | 5  | 6  | 7 | 8 | 9 | 10 и више | Просек |
| ----------------- | - | -- | -- | -- | -- | -- | - | - | - | --------- | ------ |
| Број домаћинстава | 4 | 21 | 10 | 14 | 17 | 26 | 5 | 5 | 0 | 0         | 4,39   |

| Пол    | Укупно | Неожењен/Неудата | Ожењен/Удата | Удовац/Удовица | Разведен/Разведена | Непознато |
| ------ | ------ | ---------------- | ------------ | -------------- | ------------------ | --------- |
| Мушки  | 192    | 37               | 142          | 11             | 2                  | 0         |
| Женски | 181    | 18               | 143          | 19             | 1                  | 0         |
| УКУПНО | 373    | 55               | 285          | 30             | 3                  | 0         |

| Пол    | Укупно                    | Пољопривреда, лов и шумарство | Рибарство                            | Вађење руде и камена | Прерађивачка индустрија       |
| ------ | ------------------------- | ----------------------------- | ------------------------------------ | -------------------- | ----------------------------- |
| Мушки  | 98                        | 29                            | 0                                    | 0                    | 27                            |
| Женски | 41                        | 14                            | 0                                    | 0                    | 13                            |
| УКУПНО | 139                       | 43                            | 0                                    | 0                    | 40                            |
| Пол    | Производња и снабдевање   | Грађевинарство                | Трговина                             | Хотели и ресторани   | Саобраћај, складиштење и везе |
| Мушки  | 3                         | 2                             | 8                                    | 2                    | 8                             |
| Женски | 0                         | 0                             | 3                                    | 2                    | 1                             |
| УКУПНО | 3                         | 2                             | 11                                   | 4                    | 9                             |
| Пол    | Финансијско посредовање   | Некретнине                    | Државна управа и одбрана             | Образовање           | Здравствени и социјални рад   |
| Мушки  | 0                         | 1                             | 2                                    | 4                    | 3                             |
| Женски | 0                         | 0                             | 1                                    | 2                    | 2                             |
| УКУПНО | 0                         | 1                             | 3                                    | 6                    | 5                             |
| Пол    | Остале услужне активности | Приватна домаћинства          | Екстериторијалне организације и тела | Непознато            | Непознато                     |
| Мушки  | 3                         | 0                             | 0                                    | 6                    | 6                             |
| Женски | 1                         | 0                             | 0                                    | 2                    | 2                             |
| УКУПНО | 4                         | 0                             | 0                                    | 8                    | 8                             |